# Voorjaarsontwaken
Voorjaarsontwaken (Duits: Frühlings Erwachen) is een toneelstuk van Frank Wedekind, geschreven in de laatste maanden van 1890 en de eerste van 1891. Sommige uitgaven hebben de ondertitel "eine Kindertragödie" (letterlijk: "een kindertragedie"). Het stuk bestaat uit drie bedrijven. Het werk werd in 1891 door Wedekind op eigen kosten uitgegeven. De première vond plaats op 20 november 1906 in een regie van Max Reinhardt aan de Berliner Kammerspiele.
Het stuk is gebaseerd op waar gebeurde feiten.

## Thema
Het centrale thema van Voorjaarsontwaken is de ontluikende seksualiteit van een aantal tieners en hoe die ervaring in conflict treedt met de burgerlijke seksuele moraal. Door de verdrukking van de seksualiteit ontstaan er bij de jongeren een aantal psychische problemen. De motieven die in het verlengde hiervan aan de orde komen, zijn:
- Zelfmoord en depressie
- kindermishandeling
- seks
- verkrachting
- jaloezie op het uiterlijk van een ander
- abortus.

Ook het generatieconflict en vooral de slechte communicatie tussen volwassenen en jongeren staat in het stuk centraal.

## Personages
- Melchior Gabor, een zeer intelligente en filosofische, knappe, vooruitstrevende jongen. Hij is de slimste van zijn gymnasium, maar ook degene die het slechtst begrepen wordt door de andere personages.
- Moritz Stiefel is veel minder slim dan Melchior. Hij staat onder grote druk, omdat hij dreigt te zakken en te blijven zitten. Zijn ouders zouden zwaar teleurgesteld zijn als hij niet over zou gaan. Hij heeft zelf geen hoop en wordt er depressief van. Hij weet in het begin van het stuk nog niets over seksualiteit. Als Melchior hem alles uitlegt over 'waar baby'tjes vandaan komen' wordt hij nog depressiever. Hij pleegt dan zelfmoord. Melchior wordt schuldig bevonden aan zijn dood.
- Wendla Bergman is een mooi meisje. Ze is verliefd op Melchior en weet niks over seks. Ze vraagt haar moeder te vertellen hoe 'het in zijn werk gaat', maar die durft niets te zeggen. Melchior verkracht haar min of meer en ze wordt zwanger. Haar moeder regelt een abortus (wat in 1891 nog niet zo makkelijk ging) voor haar en ze overlijdt tijdens de operatie. Ook op deze dood wordt Melchior aangekeken.
- Ernst Lammermeier is een jongen die een plaats heeft in de vriendenkring van Melchior en Moritz. Hij is juist als zijn vrienden gefrustreerd over de hoeveelheid huiswerk die ze meekrijgen op school. Later in het stuk komen we te weten dat hij gevoelens heeft voor een andere jongen in hun vriendenkring, Hans Rilow genaamd.
- Ilse Neumann is een meisje dat problemen had thuis en is weggevlucht naar de stad. Ze lijkt onbezorgd en vrij maar niets is minder waar. Ze heeft namelijk veel problemen en is op het foute pad terechtgekomen (drank en drugs)